# Sierpień 2007 w sporcie
Zobacz też: Sierpień 2007 · Zmarli w sierpniu 2007 · Sierpień 2007 w Wikinews

## 12 sierpnia
Walijczyk Dominic Dale zwyciężył w rozpoczynającym aktualny sezon 2007/2008 w snookerze turnieju rankingowym Shanghai Masters 2007. W finale pokonał rodaka Ryana Daya (10:6). Dale był również autorem najwyższego breaka całego turnieju (143 punkty), którego wbił właśnie w meczu finałowym.

## 8 sierpnia
Zagłębie Lubin przegrało mecz z Steauą Bukareszt 1:2 i odpadło z Ligi Mistrzów.

## 5 sierpnia
Agnieszka Radwańska wygrała zawodowy turniej tenisowy WTA w Sztokholmie, Nordea Nordic Light Open 2007. W finale pokonała 6/1 6/1 Rosjankę, Wierę Duszewinę i tym samym została pierwszą Polką w historii, która wygrała turniej WTA.